# 100% (nhóm nhạc)
100% (tiếng Hàn: 백퍼센트) là một nhóm nhạc nam Hàn Quốc gồm năm thành viên được thành lập bởi TOP Media của Andy Lee, và được ra mắt vào tháng 9 năm 2012 với album single đầu tiên "We, 100%".

## Lịch sử

### Debut
Vào năm 2009, thành viên Rockhyun của 100% - dưới tên Rocky - là một trong hai thành viên của nhóm nhạc nam của Andy Lee Jumper (Hangul: 점퍼) đã phát hành hai đĩa đơn "Yes!" với Eric của Shinhwa và "Dazzling" (tiếng Hàn: 눈 이 부셔) với Jiyoung của Kara.
Cũng trong năm đó, Minwoo đã tham gia góp mặt quảng bá cho ca khúc "Single Man" của Andy, cùng với thành viên thứ hai của Jumper là Park Dong-min. Min-woo cũng hoạt động như một diễn viên. Anh đã đóng vai chính trong bộ phim truyền hình năm 2006 của đài KBS2 Sharp 3, bộ phim truyền hình năm 2007 của đài SBS The King và I và trong hai bộ phim Crazy Waiting và Where Are You Going? (2009).

### 2012: Ra mắt và ca khúcGuy Like Me
Từ tháng 6 đến tháng 9 năm 2012, 100% đã tham gia chương trình truyền hình Teen Top Rising 100%  của đài SBS MTV, trong đó họ tham gia cùng với các nghệ sĩ của TOP Media Teen Top và Andy Lee của Shinhwa.
Album đầu tay của họ "We, 100%" được phát hành vào ngày 18 tháng 9. Bao gồm ba bài và một phiên bản nhạc cụ do Super Changddai viết và sản xuất. Cùng ngày, video âm nhạc ca khúc chủ đề "Bad Boy"  đã được xuẩn bản trên kênh YouTube chính thức của nhóm. 100% đã thực hiện lần đầu ra mắt "Bad Boy" vào ngày 21 tháng 9 năm 2012 trên KBS Music Bank, tiếp theo là MBC Music Core và SBS Inkigayo vào cùng một tuần.
Ngày 23 tháng 10, MBC đã tổ chức họp báo cho 100% và Teen Top chương trình giải trí thứ hai ở Jangan-dong, Seoul. Teen Top & 100% Rising Brothers đã trình chiếu trên MBC Music ba ngày sau đó, cho hai nhóm đua nhau hoàn thành nhiệm vụ.
Vào ngày 7 tháng 12, video single "Guy Like Me" đã được phát hành "Guy Like Me"  được viết bởi Minigun và Super Changddai.

### 2013:Want U Backvà100% V
Vào ngày 23 tháng 5, album mini của nhóm mang tên Real 100% với ca khúc chủ đề "Want U Back" đã được phát hành [16] [17] [18]
Vào ngày 17 tháng 7 năm 2013, TOP Media đã công bố fanclub chính thức 100% của họ là "Perfection". Vào ngày 14 tháng 11, TOP Media thông báo thông tin về đội hình Rockhyun, Jonghwan, và Hyukjin cùng với rapper Chanyong, sẽ ra mắt trong nhóm phụ có tên 100% V. Nhóm đã phát hành một album duy nhất gồm 3 bài hát vào ngày 20 tháng 11. Single đầu tiên có ca khúc chủ đề là 퇴근길 (Missing You). Nhóm đã xuất hiện lần đầu tiên trong KBS Music Bank.

### 2014: Minwoo đi nghĩa vụ quân sự, Sanghoon rời nhóm, vàBang The Bush
Vào tháng 2 năm 2014, TOP Media đã công bố trên trang web chính thức của 100% và fancafe rằng trưởng nhóm Minwoo bắt đầu phải nhập ngũ vào quân đội Hàn Quốc ngày 4 tháng 3. Vào tháng 3, công ty này đã thông báo rằng Sanghoon sẽ dành thời gian cá nhân cho đến khi cậu ấy hoàn thành những việc cần làm trong tương lai. Với năm thành viên còn lại, 100% phát hành cả hai lần phát sóng của họ là Bang The Bush và video âm nhạc cho "심장 이 뛴다 (Beat)"  vào ngày 17 tháng 4 năm 2014.

### 2016:Time Leap
100% phát hành cả hai lần phát sóng lần thứ ba của họ, Time Leap và video âm nhạc cho "지독 하게 (Better Day)"  vào ngày 13 tháng 10 năm 2016.

### 2017: Debut tại Nhật Bản, Sketchbook & Comeback tại Nhật Bản
100% ra mắt tại Nhật Bản vào tháng 1 với album "How to Cry". Ngay sau khi kết thúc chương trình quảng bá ở Nhật, một sự trở lại bất ngờ tại Hàn Quốc đã được thông báo qua trang web của nhóm [24]. Nhóm phát hành album Sketchbook thứ tư của họ vào ngày 22 tháng 2 với ca khúc chủ đề "Sketch U". Vào ngày 22 tháng 6, 100% đã phát hành MV cho sự trở lại Nhật Bản của họ "Warrior" cho album tiếng Nhật thứ hai "Warrior" của họ.

### 2021: Tan rã
Vào ngày 23 tháng 9 năm 2021, TOP Media thông báo rằng 100% sẽ tan rã sau khi hết hạn hợp đồng vào ngày 9 tháng 10. Vào ngày 27 tháng 9, trước khi tan rã, họ đã phát hành đĩa đơn cuối cùng "Beautiful Girl".